# Wasilij Jegorow
Wasilij Michajłowicz Jegorow (ros. Василий Михайлович Егоров; ur. 16 września 1993) – rosyjski bokser, brązowy medalista mistrzostw Europy do lat 22 z roku 2012, mistrz Rosji z roku 2014 oraz wicemistrz Rosji z roku 2013, mistrz Rosji do lat 22. z roku 2011, 2012 i 2013.

## Kariera
W grudniu 2012 zdobył brązowy medal w kategorii papierowej na Mistrzostwach Europy do lat 22. W ćwierćfinale pokonał na punkty (22:15) Białorusina Wadzima Kirylenkę, a w półfinale przegrał z reprezentantem Armenii Koriunem Soghomonianem. W kwietniu 2013 doszedł do finału turnieju im. Feliksa Stamma w Warszawie. W finale przegrał z Brazylijczykiem Patrickiem Lourenco, któremu uległ nieznacznie na punkty (15:17).
We wrześniu 2014 zdobył złoty medal na Akademickich Mistrzostwach Świata 2014 w Jakucku. W półfinale pokonał Koreańczyka Lee Yae-Chana, a w finale kategorii papierowej Ganslema Ariunbolda.
Od sezonu 2014/2015 jest reprezentantem drużyny Russian Boxing Team w rozgrywkach WSB.